# Condado de Adernò

Escudo de los condes de Adernò.

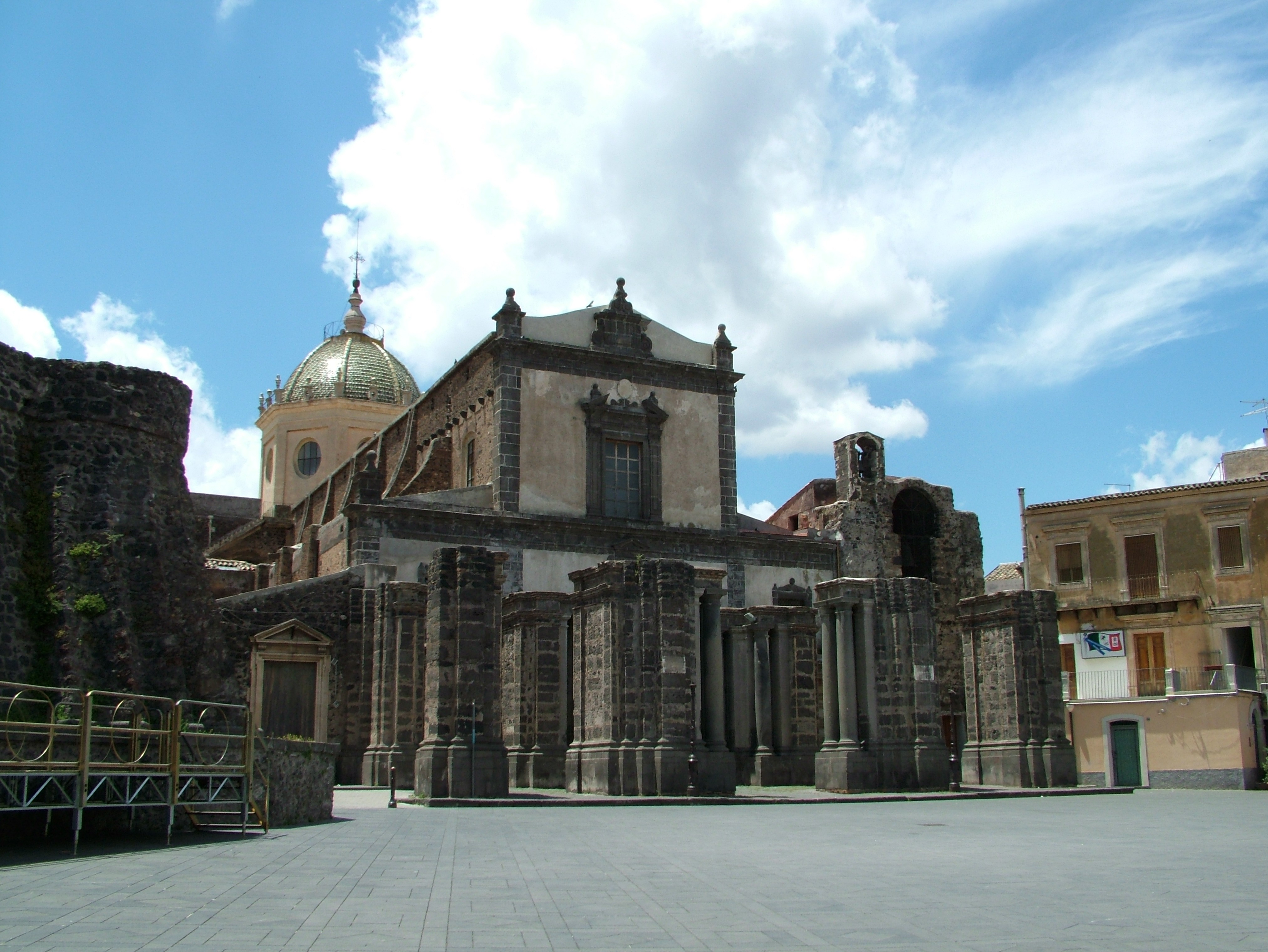
Iglesia Matriz de Adrano.

El Condado de Adernò es un título nobiliario italiano. Su nombre se refiere al municipio italiano de Adrano, en la siciliana provincia de Catania. 
En Italia el título estuvo originalmente en manos de la familia Sclafani, que más tarde entroncó con la casa de Paternò, a la que se incorporó. Esta casa emparentó con la española casa de los Vélez y que a su vez se unió a la casa de Villafranca del Bierzo, en la que finalmente revirtió la casa de Medina Sidonia.

## Condado de Adernò
- Antonio Moncada, conde de Adernò.
- Giovanni Tomás Moncada, conde de Adernò.
- Guglielmo Raimondo Moncada, conde de Adernò.
- Guglielmo Raimondo Moncada, conde de Adernò.
- Matteo Moncada, conde de Adernò.
- Antonio de Aragón y Moncada, conde de Adernò.
- Luis Guillén de Moncada y Aragón, conde de Adernò.
- Fernando de Aragón y Moncada, conde de Adernò.
- Catalina de Moncada y Aragón, condesa de Adernò, VIII marquesa de los Vélez
- Fadrique Álvarez de Toledo y Moncada, conde de Adernò.
- Antonio María Álvarez de Toledo y Guzmán, conde de Adernò, X marqués de Villafranca del Bierzo.
- José Álvarez de Toledo y Gonzaga,	conde de Adernò.
- Francisco de Borja Álvarez de Toledo y Gonzaga, conde de Adernò.
- Pedro de Alcántara Álvarez de Toledo y Palafox, conde de Adernò.
- José Joaquín Álvarez de Toledo y Silva, conde de Adernò.
- María del Socorro Álvarez de Toledo y Caro, XXII condesa de Adernò.
- María de la Purificación de Ezpeleta y Álvarez de Toledo, condesa de Adernò.
- Fernando de Villar-Villamir y Ezpeleta, conde de Adernò.
- Blanca María del Carmen de Villar-Villamir y Ezpeleta, condesa de Adernò.

- Datos: Q519104